# 1340 en santé et médecine
| Années de la santé et de la médecine : 1337 - 1338 - 1339 - 1340 - 1341 - 1342 - 1343    |
| Décennies de la santé et de la médecine : 1310 - 1320 - 1330 - 1340 - 1350 - 1360 - 1370 |

Cet article présente les faits marquants de l'année 1340 en santé et médecine.

## Événements
- Les statuts de l'université de médecine de Montpellier imposent la pratique de la dissection ; ils ne prévoient qu'une anatomie tous les deux ans, mais devant la difficulté d'obtenir des cadavres, Louis Ier, duc d'Anjou et lieutenant du roi Charles V en Languedoc, ordonnera en 1376 que les officiers de justice de sa province fournissent chaque année aux docteurs de l'université le corps d'un supplicié, afin qu'il soit disséqué en public[1].
- Diverses confréries de Rennes, en Bretagne, fondent l'hôpital Sainte-Anne pour « recevoir les pauvres personnes malades et les pèlerins passants, et pour faire et exercer les œuvres de charité et de miséricorde[2] ».
- Fondation à Stavelot en Ardenne par Baudouin de Sart d'un « hôpital destiné à recueillir les pauvres et les miséreux[3] ».
- Fondation par Pierre Chaste de l'hôpital Saint-Julien de Tournon en Vivarais[4].
- Uros IV, roi de Serbie, fait construire une annexe à l'ancien hôpital créé en 1191 sur le Mont Athos par saint Sava, au monastère de Hilandar[5].
- Vers 1340 : fondation de la maladrerie de « La Haisse », à Tohogne, en Ardenne[3].

## Publications
- Avant 1340 : le chirurgien français Guy de Chauliac publie l'Inventorium sive Collectorium artis chirurgicalis medicinae, dont l'adaptation, la Chirurgia Magna (« Grande chirurgie »), connue sous le titre de Guidon donné d'après le prénom de l'auteur, paraîtra en 1363 et sera traduite en français par Jean Canappe en 1542[6].
- Vers 1340 : Lorenzo Rusio (1288-1347) rédige le Liber marescalciae equorum, traité d'hippiatrie dédicacé à Avignon à son protecteur, le cardinal Napoléon Orsini[7].